# 長野県原産地呼称管理制度
長野県原産地呼称管理制度（ながのけんげんさんちこしょうかんりせいど）は、生産情報の開示による品質の高い農産物及び農産物加工品を提供するために、長野県が始めた制度。2002年（平成14年）10月2日に、当時長野県知事を務めていた田中康夫が創設した。
ワイン、日本酒、米、焼酎、シードル（制定順）の5品目を運用している。
書類審査、官能審査の2つの審査を経て認定される。
ワインの官能審査委員長はソムリエの田崎真也が務めている。
日本酒及び焼酎の官能審査委員長はエッセイストの玉村豊男が務めたこともある。
官能審査委員には、日本ソムリエ協会会長の小飼一至、俳優で名誉ソムリエの辰巳琢郎など著名人が多い。
同様な制度が、北海道、佐賀県でも創設されている。

## 認定マーク
認定されたものには、「長野県原産地呼称管理委員会認定」のマークが付される。
マークのデザインは麹谷宏。

## 歴史
- 2002年（平成14年）10月2日 - 長野県原産地呼称管理委員会が発足。
- 2003年（平成15年）4月14日 - 「ワイン」の認定開始。
- 2003年（平成15年）4月15日 - 「日本酒」の認定開始。
- 2004年（平成16年）11月4日 - 「米」の認定開始。
- 2005年（平成17年）2月7日 - 「焼酎」の認定開始。
- 2007年（平成19年）6月8日 - 「シードル」の認定開始。

## 批評
弁護士でワイン評論家の山本博は、著書にて同制度について以下のように記している。